# Associação Brasileira de Bares e Restaurantes
A Associação Brasileira de Bares e Restaurantes (Abrasel) é uma entidade empresarial fundada em 1986, com o objetivo de representar e desenvolver o setor de alimentação fora do lar no Brasil. A organização está presente em todos os estados brasileiros e no Distrito Federal, por meio de seccionais e representações regionais, atendendo principalmente a micro e pequenas empresas do segmento.  

## Histórico
A Abrasel foi criada em 1986, impulsionada por autoridades do setor turístico, com o objetivo de organizar os bares e restaurantes e integrá-los mais efetivamente ao desenvolvimento do turismo nacional. Inicialmente, a entidade teve uma atuação discreta, mas ganhou força a partir da década de 1990, com a expansão de suas seccionais e o fortalecimento de sua atuação institucional.

## Estrutura e Gestão
A entidade possui uma estrutura descentralizada, com seccionais em todos os estados e no Distrito Federal, além de representações regionais que atuam de forma autônoma, respeitando as particularidades locais. O mineiro Paulo Solmucci Júnior é engenheiro mecânico com MBA em Administração pela UFRJ e economista. Atualmente, ocupa o cargo de presidente-executivo da Associação Brasileira de Bares e Restaurantes (Abrasel). Antes de sua atuação na Abrasel, empreendeu por mais de duas décadas no setor de alimentação fora do lar com o Grupo Solmucci em Belo Horizonte.

## Atuação Institucional
A Abrasel atua como interlocutora entre os empresários do setor e os poderes públicos, participando de debates legislativos e políticas públicas que impactam bares e restaurantes. Entre os temas abordados estão a regulamentação do trabalho intermitente, a flexibilização da jornada de trabalho e a desburocratização do ambiente de negócios.
Durante a pandemia de COVID-19, a entidade teve papel ativo na defesa dos interesses do setor, questionando medidas restritivas e buscando alternativas para manter os estabelecimentos em funcionamento. Em 2021, a Abrasel-SP entrou com ação judicial contra o aumento do ICMS em São Paulo, alegando que a medida era ilegal e prejudicial aos empresários.

## Perfil do Setor
O setor de alimentação fora do lar é um dos grandes empregadores no Brasil, com forte presença de micro e pequenas empresas. Segundo dados da Abrasel, existem aproximadamente 1,2 milhão de estabelecimentos no país, que empregam cerca de 6 milhões de pessoas. O setor representa 2,7% do Produto Interno Bruto (PIB) nacional e está presente em todos os 5.570 municípios brasileiros.

## Projetos e Eventos
A Abrasel promove diversos eventos e iniciativas para fomentar o setor, como:
- Brasil Sabor: festival gastronômico que destaca a diversidade da culinária brasileira.
- Bar em Bar: evento que celebra a cultura dos bares e a gastronomia de boteco.
- O Quilo é Nosso: campanha que valoriza os restaurantes por quilo.
- Congresso Nacional Abrasel: encontro que reúne empresários e especialistas para discutir tendências e desafios do setor.
- Semana da Alimentação Fora do Lar
- Encontros Nacionais Abrasel

Além disso, a entidade publica a revista Bares e Restaurantes, com reportagens e análises sobre o mercado.

## Iniciativas Institucionais
Em 2015, a Abrasel lançou o manifesto A partir das ruas, simplifica Brasil, propondo medidas para desburocratizar o ambiente de negócios e incentivar o empreendedorismo local. O documento defende a valorização dos espaços públicos e a simplificação de processos para abertura e manutenção de estabelecimentos.

## Comunicação
A entidade mantém canais de comunicação diversos, como a revista Bares e Restaurantes, boletins informativos, podcasts e presença ativa nas redes sociais, com o objetivo de disseminar informações relevantes e promover o setor de alimentação fora do lar.